# Mariage homosexuel au Chiapas
- Égalité juridique des mariages entre couples de même sexe et de sexe opposé
- Des licences de mariage sont délivrées aux couples de même sexe bien qu'elles ne soient pas autorisées par la loi de l'État; ils peuvent prendre plus de temps à traiter ou être plus chers que les licences pour les couples de sexe opposé
- Inégalité du mariage : les couples homosexuels mariés ne sont pas considérés comme mariés lorsqu'il s'agit d'adopter des enfants

 (juillet 2025).
Le mariage homosexuel est légal au Chiapas conformément à une décision de la Cour suprême rendue le 11 juillet 2017 selon laquelle l'interdiction du mariage homosexuel violait les dispositions d'égalité et de non-discrimination des articles 1 et 4 de la Constitution du Mexique. La décision, publiée au Journal officiel de la Fédération le 11 mai 2018, a légalisé le mariage homosexuel dans l'État du Chiapas. Le 26 décembre 2024, le Congrès de l'État du Chiapas a voté une réforme de sa législation et légalisé le mariage homosexuel par voie législative, devenant ainsi le 28e État à le faire.

## Histoire du droit

### Arrière-plan
La Cour suprême du Mexique a statué le 12 juin 2015 que les interdictions étatiques du mariage por tous étaient inconstitutionnelles à l'échelle nationale. Cette décision, considérée comme une « thèse jurisprudentielle », n'invalidait pas les lois des États. Autrement dit, les couples de même sexe privés du droit de se marier devaient tout de même intenter un recours individuel en amparo devant les tribunaux. Cette décision a uniformisé les procédures d'approbation des demandes de mariage homosexuel par les juges et les tribunaux du Mexique, rendant cette approbation obligatoire. Plus précisément, la Cour a statué que l'interdiction du mariage entre personnes de même sexe violait les articles 1 et 4 de la Constitution mexicaine. L'article 1 de la Constitution stipule que « toute forme de discrimination, fondée sur l'origine ethnique ou nationale, le sexe, l'âge, le handicap, le statut social, l'état de santé, la religion, les opinions, l'orientation sexuelle, l'état matrimonial ou toute autre forme, qui porte atteinte à la dignité humaine ou vise à annuler ou à diminuer les droits et libertés des personnes, est interdite ». L'article 4 porte sur l'égalité matrimoniale et stipule que « l'homme et la femme sont égaux devant la loi. La loi protège l'organisation et le développement de la famille ». La Constitution du Chiapas n'interdit pas expressément la reconnaissance du mariage entre personnes de même sexe. Son article 9 stipule que « l'État du Chiapas promouvra des politiques visant à garantir le droit de toute personne à : [...] la protection du développement de sa famille,,,. »
En janvier 2014, des militants ont déposé une plainte auprès du Conseil national pour la prévention des discriminations contre le maire de Chilón, Rafael Guira Aguilar. Guira Aguilar était accusé d'avoir parrainé une campagne religieuse contre le mariage homosexuel et l'avortement en finançant des commissions de construction qui qualifiaient les projets de loi légalisant l'avortement, le mariage homosexuel et la marijuana de « violations des commandements de Dieu » et affirmaient que « le salaire du péché, c'est la mort ». Des groupes de défense des droits humains ont affirmé que le soutien financier du maire à cette campagne violait les principes laïcs,.
Le 25 septembre 2014, le Mariage égalitaire au Mexique (Matrimonio Igualitario México) a déposé un recours en amparo contestant la constitutionnalité des articles 144 et 145 du Code civil du Chiapas. L'article 144 stipulait que le mariage était une institution dont le but était de « perpétuer l'espèce », tandis que l'article 145 exigeait que « l'homme et la femme » soient âgés d'au moins 16 ans. Le 3 mars 2015, la Cour suprême a statué contre l'État, déclarant les deux articles inconstitutionnels et accordant aux 51 couples plaignants le droit de se marier. Le 26 mars 2015, un document publié par le Congrès de l'État a dénoncé la décision, demandant une révision et déclarant que le mariage homosexuel était « contre nature » tout en comparant les relations homosexuelles à l'inceste. Le président du Conseil d'administration du Congrès, Jorge Enrique Hernández Bielma, a ensuite nié le dépôt de la demande, soulignant que lui seul avait le pouvoir de faire la demande et insistant sur le fait qu'il n'avait jamais signé aucun document concernant cette question. Cependant, le 16 avril 2015, les médias ont révélé que le site Web du Conseil judiciaire de l'État avait reçu la demande de révision le 23 mars 2015 et avait déjà attribué un numéro à l'affaire. En septembre 2016, la Cour suprême a statué contre l'État en appel et a déclaré inconstitutionnelle l'interdiction du mariage entre personnes de même sexe dans l'État.
En décembre 2015, un couple de lesbiennes s'est marié à Tuxtla Gutiérrez après avoir obtenu gain de cause en amparo. Ce couple, resté anonyme, est le premier couple homosexuel à se marier au Chiapas,. En juillet 2016, le deuxième tribunal de district a accordé un amparo à un couple d'hommes de San Cristóbal de Las Casas.

### Action législative
Une loi autorisant le mariage por tous a été proposée pour la première fois au Chiapas en 2012. Le 15 février 2012, diverses associations LGBTQIA+ ont présenté des mesures aux pouvoirs exécutif et législatif du gouvernement recommandant des amendements au Code civil pour permettre aux couples de même sexe de se marier. Le 29 novembre 2013, le militant des droits de l'homme Diego Cadenas Gordillo a présenté au Congrès du Chiapas un projet de loi visant à légaliser le mariage homosexuel,. La proposition a été rejetée par le Congrès le 13 décembre 2013, au motif que les « initiatives populaires » doivent être soutenues par 1,5 % de l'électorat, soit 50 500 électeurs. Le 3 janvier 2014, une injonction a été déposée auprès d'un juge fédéral en raison du refus du Congrès d'agir sur la mesure,. Le juge a rejeté l'injonction et, peu de temps après, les militants ont déposé un recours auprès de la Cour du vingtième circuit. En novembre 2014, Gordillo a déposé une demande d'intervention formelle auprès de la Commission interaméricaine des droits de l'homme (CIDH), affirmant que ni le Congrès ni le gouverneur Manuel Velasco Coello n'avaient répondu aux lois discriminatoires interdisant le mariage homosexuel au Chiapas. La CIDH a officiellement reçu la demande et l’a enregistrée sous le numéro de dossier 1728–14,.
Le 27 mars 2014, la députée Alejandra Ruiz Soriano, du Parti de la révolution démocratique (PRD), a présenté un projet de loi visant à modifier l'article 144 du Code civil afin de stipuler que le mariage est « l'union libre de deux personnes pour la vie en communauté, dans laquelle sont recherchés le respect, l'égalité et l'entraide ». Ce projet de loi aurait également uniformisé le concubinage, quelle que soit l'orientation sexuelle. Le projet de loi a été bloqué au Congrès, n'ayant même pas été examiné en première lecture deux ans après son introduction. Un autre projet de loi sur le mariage homosexuel a été présenté au Congrès en mai 2016. Selon l'Association Civile Unidos Diferentes (UDAC), une association locale de défense des droits LGBT, le nouveau projet de loi a été retiré à plusieurs reprises de l'ordre du jour et n'a pas été soumis au vote en raison des agissements du président du Congrès, Eduardo Ramírez Aguilar. Il n'aurait pas abordé l'adoption homoparentale. Comme la proposition précédente, elle a été bloquée.
En juin 2022, un projet de loi visant à codifier le mariage homosexuel dans le Code civil est en attente au Congrès.

### Action en inconstitutionnalité (2016-2017)
Le 6 avril 2016, la Commission nationale des droits de l'homme a déposé une action en inconstitutionnalité (acción de inconstitucionalidad; dossier 32/2016) auprès de la Cour suprême du Mexique,. Le Congrès du Chiapas avait récemment modifié le droit de la famille de l'État, sans toutefois abroger l'interdiction du mariage homosexuel. La Commission a saisi cette occasion pour déposer un recours en inconstitutionnalité. Ce recours visait à légaliser le mariage homosexuel au Chiapas, à l'instar de celui de Jalisco, où la Cour suprême avait invalidé l'interdiction du mariage homosexuel dans cet État par un arrêt unanime rendu début 2016.
Le 11 juillet 2017, la Cour a statué que la définition hétérosexuelle du mariage dans le Code civil était inconstitutionnelle en vertu des dispositions d'égalité et de non-discrimination des articles 1 et 4 de la Constitution du Mexique, légalisant le mariage homosexuel dans l'État et précisant qu'un amparo judiciaire n'est plus requis,. La première cérémonie de mariage homosexuel après la décision a eu lieu fin juillet 2017, bien que le couple se soit toujours marié en utilisant un amparo. La décision entrerait en vigueur dès sa publication au Journal officiel de la Fédération (Diario Oficial de la Federación). Le 30 octobre 2017, alors qu'elle n'était toujours pas publiée, l'état civil a néanmoins commencé à accepter les demandes de mariage des couples de même sexe. Le premier couple à se marier sans recours en amparo l'a fait à San Cristóbal de las Casas ce jour-là. La décision a été officiellement publiée le 11 mai 2018. Les responsables de l’État ont également confirmé que la décision du tribunal autorise les couples de même sexe à adopter.

## Statistiques sur les mariages
Plus de 300 mariages homosexuels ont été célébrés au Chiapas entre décembre 2017 et juin 2018, la plupart à Tuxtla Gutiérrez, San Cristóbal de las Casas, Tapachula et Comitán. De nombreux couples venaient d'autres États, notamment de Tabasco, de Veracruz et d'Oaxaca.

## Opinion publique
Un sondage d'opinion réalisé en 2017 par le Gabinete de Comunicación Estratégica a révélé que 39% des habitants du Chiapas soutenaient le mariage homosexuel, le deuxième taux le plus bas de tout le pays, tandis que 58% y étaient opposés.
Selon une enquête réalisée en 2018 par l'Institut national de statistique et de géographie, 59% de la population du Chiapas s'oppose au mariage homosexuel, soit le taux le plus élevé au Mexique.